# Arminas Jasikonis
Arminas Jasikonis (Anykščiai, 12 september 1997) is een Litouws motorcrosser.

## Carrière
Jasikonis begon met motorcrossen op vierjarige leeftijd. Op zijn dertiende trok hij met zijn vader, die hem trainde naar Estland om gecoacht te worden door voormalig GP-piloot Avo Leok. In 2011 begon hij deel te nemen aan het EK 125cc. In 2012 behaalde hij zijn eerste punten, op een KTM. Hij eindigde als 22e. In 2013 kwam Jasikonis uit voor een Brits Honda-team en maakt de overstap naar het EK 250, met weinig succes. In 2014 reed Jasikonis opnieuw met KTM, maar de resultaten bleven uit.
De lange Jasikonis besloot op een zwaardere motor te stappen en sloot zich aan bij een Duits Kawasaki-team, waarmee hij het Duits Kampioenschap MXGP reed. In 2016 maakte hij zijn debuut in het Wereldkampioenschap motorcross MXGP als wildcard-rijder en in drie GP's wist hij enkele punten te sprokkelen op een Kawasaki motor. In de tweede helft van het seizoen werd Jasikonis opgemerkt door Stefan Everts tijdens een training. Everts was op zoek naar een vervanger voor de geblesseerde Ben Townley en vroeg Jasikonis of hij de rest van het seizoen (nog zes GP's) voor Suzuki wou rijden. Jasikonis liet zich opmerken tijdens de zandwedstrijden en werd fulltime fabriekspiloot in 2017. Hij behaalde zijn eerste podiumplaats (3e) in een GP tijdens de GP van Portugal in juli 2017. In 2018, rijdend op een Honda motor, reed hij tien van de twintig GP's en eindigde als 19e in het eindklassement. In 2019, op een Husqvarna, reed hij alle achttien GP's uit en eindigde als 7e in de eindstand. In 2020, ook weer op een Husqvarna, behaalde hij in de GP van Riga zijn eerste manchezege. In de GP's van Nederland (3e) en Kegums (2e) stond hij op het erepodium van de dag.
Van 2013-2016 en in 2019 maakte Jasikonis deel uit van het Litouws team in de Motorcross der Naties.

## WK motorcross
2016: 24e in MXGP-klasse
2017: 13e in MXGP-klasse
2018: 19e in MXGP-klasse
2019: 07e in MXGP-klasse
2020: 13e in MXGP-klasse
2021: 22e in MXGP
2022: Deelnemer in MXGP